# Les femmes s'exposent
Les femmes s’exposent est un festival consacré aux femmes photographes professionnelles créé en 2018. Il a lieu à Houlgate en Normandie.

## Historique
Les femmes s’exposent a été créé en 2018 par Béatrice Tupin, qui a travaillé pendant 24 ans au Nouvel Observateur devenu L'Obs, d’abord comme iconographe, puis comme cheffe du service photo jusqu’en 2017.
Le festival est destiné à offrir une plus grande visibilité, et à sensibiliser, les services photo, des journaux, des télévisions, et des agences, au travail des femmes photographes de presse. Il donne accès au public à une artiste en résidence, des expositions en extérieur et en intérieur, des prix qui récompensent des travaux dans différents domaines, des projections de réalisatrices ou femmes photographes, des tables rondes, des projets pédagogiques, ainsi que des signatures de livres.
L’édition 2023  se déroulera 7 juin au  3 septembre. Les deux lauréates pour les bourses de l’édition 2023 sont Roxane Daumas et Edith Roux.

## Lauréates
- 2018 : marraine du festival : Françoise Huguier - Grand Prix attribué à Anne Kuhn pour sa série « Héroïnes », qui réinterpréte des grandes figures féminines de la littérature[5].
- 2019 : marraine du festival : Jane Evelyn Atwood – Grand Prix attribué à Julie Franchet pour son travail consacré à la condition des femmes en Arménie[6].
- 2020 : marraine du festival : Christine Spengler – Grand Prix attribué à Laurence Geai pour son sujet sur le sort de membres supposés de Daesh en prison, réalisé en octobre 2019 pour Le Monde[7].
- 2021 : marraine du festival : Irène Jonas[8] – Grand Prix attribué à Jeanne Frank pour son sujet réalisé dans la vallée de la Roya après la tempête Alex, en octobre 2020 pour Le Monde[9].
- 2022 : Grand prix attribué à Livia Saavedra pour sa série « Les gardiennes des communautés » sur un réseau de sages-femmes traditionnelles dans la région colombienne du Choco[10].
- 2023 : Prix Fujifim / Les femmes s’exposent attribué à Natalya Saprunova pour son projet « Permafrost, le froid n’est plus éternel »[11]